# GT World Challenge Europe 2022
Die GT World Challenge Europe 2022 Powered by AWS war die neunte Saison der GT World Challenge Europe. Sie begann in Imola am 3. April und endete in Barcelona am 2. Oktober. 

## Rennkalender
| Runde | Rennen                                  | Rennstrecke                                                  | Datum                      |
| ----- | --------------------------------------- | ------------------------------------------------------------ | -------------------------- |
| 1     | 3-Stunden-Rennen von Imola              | Autodromo Internazionale Enzo e Dino Ferrari, Imola, Italien | 3. April                   |
| 2     | 1000-km-Rennen von Le Castellet         | Circuit Paul Ricard, Le Castellet, Frankreich                | 3.–5. Juni                 |
| 3     | 24-Stunden-Rennen von Spa-Francorchamps | Circuit de Spa-Francorchamps, Stavelot, Belgien              | 28.–31. Juli               |
| 4     | 3-Stunden-Rennen von Hockenheim         | Hockenheimring Baden-Württemberg, Hockenheim, Deutschland    | 2.–4. September            |
| 5     | 5-Stunden-Rennen von Barcelona          | Circuit de Barcelona-Catalunya, Montmelo, Spanien            | 30. September – 2. Oktober |

## Teilnehmer
| Team                                                    | Fahrzeug                    | Startnummer | Fahrer                | Klasse | Rennen           |
| ------------------------------------------------------- | --------------------------- | ----------- | --------------------- | ------ | ---------------- |
| Mercedes-AMG Team GetSpeed                              | Mercedes-AMG GT3 Evo        | 2           | Luca Stolz            | Pro    | Komplette Saison |
| Mercedes-AMG Team GetSpeed                              | Mercedes-AMG GT3 Evo        | 2           | Maro Engel            | Pro    | 1–2, 4–5         |
| Mercedes-AMG Team GetSpeed                              | Mercedes-AMG GT3 Evo        | 2           | Maximilian Götz       | Pro    | 3                |
| Mercedes-AMG Team GetSpeed                              | Mercedes-AMG GT3 Evo        | 2           | Steijn Schothorst     | Pro    | Komplette Saison |
| GetSpeed Performance                                    | Mercedes-AMG GT3 Evo        | 3           | Jeff Kingsley         | Silber | Komplette Saison |
| GetSpeed Performance                                    | Mercedes-AMG GT3 Evo        | 3           | Valdemar Eriksen      | Silber | Komplette Saison |
| GetSpeed Performance                                    | Mercedes-AMG GT3 Evo        | 3           | Sébastien Baud        | Silber | Komplette Saison |
| GetSpeed Performance                                    | Mercedes-AMG GT3 Evo        | 44          | Jim Pla               | Gold   | 3                |
| GetSpeed Performance                                    | Mercedes-AMG GT3 Evo        | 44          | Michael Blanchemain   | Gold   | 3                |
| GetSpeed Performance                                    | Mercedes-AMG GT3 Evo        | 44          | Patrick Assenheimer   | Gold   | 3                |
| GetSpeed Performance                                    | Mercedes-AMG GT3 Evo        | 44          | Axel Blom             | Gold   | 3                |
| Haupt Racing Team                                       | Mercedes-AMG GT3 Evo        | 4           | Alain Valente         | Silber | Komplette Saison |
| Haupt Racing Team                                       | Mercedes-AMG GT3 Evo        | 4           | Jordan Love           | Silber | Komplette Saison |
| Haupt Racing Team                                       | Mercedes-AMG GT3 Evo        | 4           | Frank Bird            | Silber | 3                |
| Haupt Racing Team                                       | Mercedes-AMG GT3 Evo        | 4           | Jannes Fittje         | Silber | Komplette Saison |
| Haupt Racing Team                                       | Mercedes-AMG GT3 Evo        | 5           | Hubert Haupt          | Gold   | Komplette Saison |
| Haupt Racing Team                                       | Mercedes-AMG GT3 Evo        | 5           | Florian Scholze       | Gold   | Komplette Saison |
| Haupt Racing Team                                       | Mercedes-AMG GT3 Evo        | 5           | Gabriele Piana        | Gold   | 3                |
| Haupt Racing Team                                       | Mercedes-AMG GT3 Evo        | 5           | Arjun Maini           | Gold   | Komplette Saison |
| Sky Tempesta Racing by HRT                              | Mercedes-AMG GT3 Evo        | 93          | Eddie Cheever III     | Gold   | 3–5              |
| Sky Tempesta Racing by HRT                              | Mercedes-AMG GT3 Evo        | 93          | Chris Froggatt        | Gold   | 3–5              |
| Sky Tempesta Racing by HRT                              | Mercedes-AMG GT3 Evo        | 93          | Jonathan Hui          | Gold   | 3,5              |
| Sky Tempesta Racing by HRT                              | Mercedes-AMG GT3 Evo        | 93          | Loris Spinelli        | Gold   | 3                |
| Sky Tempesta Racing by HRT                              | Mercedes-AMG GT3 Evo        | 93          | Martin Konrad         | Gold   | 4                |
| Al Manar Racing by HRT                                  | Mercedes-AMG GT3 Evo        | 777         | Al Faisal Al Zubair   | Silber | Komplette Saison |
| Al Manar Racing by HRT                                  | Mercedes-AMG GT3 Evo        | 777         | Fabian Schiller       | Silber | Komplette Saison |
| Al Manar Racing by HRT                                  | Mercedes-AMG GT3 Evo        | 777         | Axcil Jefferies       | Silber | Komplette Saison |
| Al Manar Racing by HRT                                  | Mercedes-AMG GT3 Evo        | 777         | Daniel Morad          | Silber | 3                |
| Orange 1 K-PAX Racing                                   | Lamborghini Huracan GT3 Evo | 6           | Andrea Caldarelli     | Pro    | 3                |
| Orange 1 K-PAX Racing                                   | Lamborghini Huracan GT3 Evo | 6           | Marco Mapelli         | Pro    | 3                |
| Orange 1 K-PAX Racing                                   | Lamborghini Huracan GT3 Evo | 6           | Jordan Pepper         | Pro    | 3                |
| Inception Racing with Optimum Motorsport                | McLaren 720S GT3            | 7           | Brendan Iribe         | Gold   | Komplette Saison |
| Inception Racing with Optimum Motorsport                | McLaren 720S GT3            | 7           | Ollie Millroy         | Gold   | Komplette Saison |
| Inception Racing with Optimum Motorsport                | McLaren 720S GT3            | 7           | Frederik Schandorff   | Gold   | Komplette Saison |
| Inception Racing with Optimum Motorsport                | McLaren 720S GT3            | 7           | Sebastian Priaulx     | Gold   | 3                |
| AGS Events                                              | Lamborghini Huracan GT3 Evo | 8           | Nicolas Gomar         | Gold   | Komplette Saison |
| AGS Events                                              | Lamborghini Huracan GT3 Evo | 8           | Mike Parisy           | Gold   | Komplette Saison |
| AGS Events                                              | Lamborghini Huracan GT3 Evo | 8           | Loris Cabirou         | Gold   | Komplette Saison |
| AGS Events                                              | Lamborghini Huracan GT3 Evo | 8           | Ruben del Sarte       | Gold   | 3                |
| Herberth Motorsport                                     | Porsche 911 GT3 R           | 9           | Antares Au            | ProAm  | 3                |
| Herberth Motorsport                                     | Porsche 911 GT3 R           | 9           | Kevin Tse             | ProAm  | 3                |
| Herberth Motorsport                                     | Porsche 911 GT3 R           | 9           | Jaxon Evans           | ProAm  | 3                |
| Herberth Motorsport                                     | Porsche 911 GT3 R           | 9           | Dylan Pereira         | ProAm  | 3                |
| Herberth Motorsport                                     | Porsche 911 GT3 R           | 911         | Ralf Bohn             | Gold   | Komplette Saison |
| Herberth Motorsport                                     | Porsche 911 GT3 R           | 911         | Alfred Renauer        | Gold   | Komplette Saison |
| Herberth Motorsport                                     | Porsche 911 GT3 R           | 911         | Robert Renauer        | Gold   | Komplette Saison |
| Porsche Zentrum Oberer Zürichsee by Herberth Motorsport | Porsche 911 GT3 R           | 24          | Alessio Picariello    | ProAm  | 2–3              |
| Porsche Zentrum Oberer Zürichsee by Herberth Motorsport | Porsche 911 GT3 R           | 24          | Nicolas Leutwiler     | ProAm  | 2–3              |
| Porsche Zentrum Oberer Zürichsee by Herberth Motorsport | Porsche 911 GT3 R           | 24          | Ivan Jacoma           | ProAm  | 2                |
| Porsche Zentrum Oberer Zürichsee by Herberth Motorsport | Porsche 911 GT3 R           | 24          | Stefan Aust           | ProAm  | 3                |
| Porsche Zentrum Oberer Zürichsee by Herberth Motorsport | Porsche 911 GT3 R           | 24          | Nico Menzel           | ProAm  | 3                |
| Boutsen Ginion Racing                                   | Audi R8 LMS GT3 Evo II      | 10          | Adam Eteki            | Gold   | Komplette Saison |
| Boutsen Ginion Racing                                   | Audi R8 LMS GT3 Evo II      | 10          | Antoine Leclerc       | Gold   | 3                |
| Boutsen Ginion Racing                                   | Audi R8 LMS GT3 Evo II      | 10          | Benjamin Lessennes    | Gold   | Komplette Saison |
| Boutsen Ginion Racing                                   | Audi R8 LMS GT3 Evo II      | 10          | Karim Ojjeh           | Gold   | Komplette Saison |
| Tresor by Car Collection                                | Audi R8 LMS GT3 Evo II      | 11          | Lorenzo Patrese       | Silber | Komplette Saison |
| Tresor by Car Collection                                | Audi R8 LMS GT3 Evo II      | 11          | Hugo Valente          | Silber | 1–2, 4,5         |
| Tresor by Car Collection                                | Audi R8 LMS GT3 Evo II      | 11          | Axel Blom             | Silber | 1–2              |
| Tresor by Car Collection                                | Audi R8 LMS GT3 Evo II      | 11          | Daniele di Amato      | Silber | 3                |
| Tresor by Car Collection                                | Audi R8 LMS GT3 Evo II      | 11          | Alberto di Folco      | Silber | 3                |
| Tresor by Car Collection                                | Audi R8 LMS GT3 Evo II      | 11          | Pierre-Alexandre Jean | Silber | 3                |
| Tresor by Car Collection                                | Audi R8 LMS GT3 Evo II      | 11          | Thierry Vermeulen     | Silber | 4–5              |
| Audi Sport Team Tresor                                  | Audi R8 LMS GT3 Evo II      | 12          | Mattia Drudi          | Pro    | Komplette Saison |
| Audi Sport Team Tresor                                  | Audi R8 LMS GT3 Evo II      | 12          | Luca Ghiotto          | Pro    | Komplette Saison |
| Audi Sport Team Tresor                                  | Audi R8 LMS GT3 Evo II      | 12          | Christopher Haase     | Pro    | Komplette Saison |